# ヘッセン＝ホンブルク方伯領

ヘッセン＝ホンブルク方伯領
Landgrafschaft Hessen-Homburg

ヘッセン＝ホンブルク方伯領（ベージュの部分）

ヘッセン＝ホンブルク方伯領（Landgrafschaft Hessen-Homburg）は、神聖ローマ帝国の領邦国家。1622年にヘッセン＝ダルムシュタット方伯領から分割相続により成立した。ただし、1668年までヘッセン＝ダルムシュタットから独立することはなかった。一時期ヘッセン＝ホンブルクとヘッセン＝ホンブルク＝ビンゲンハイムに分割されたが、1681年に再び統合された。

## 歴史
1806年、ヘッセン＝ホンブルクはヘッセン＝ダルムシュタットに併合された。しかし、1815年にウィーン会議により、ヘッセン＝ダルムシュタットはマイゼンハイムの併合により拡大したヘッセン＝ホンブルクの独立を認めることを余儀なくされた。ヘッセン＝ホンブルクは、ライン川の右側にあるホンブルク地区と、同じ川の左側に1815年に追加されたマイゼンハイム地区の2つの部分で構成されていた。ヘッセン＝ホンブルクは、1817年7月7日に主権国家としてドイツ連邦に加盟した。オランダ王が統治したリンブルフ公国（1839年に加盟）とデンマーク王が統治したシュレースヴィヒ公国（1848年 - 1851年）を除いて、ホンブルク方伯領はドイツ連邦の創設諸邦ではない唯一の領邦であった。1848年における方伯領の人口は22,800人、総面積は166平方マイルで、ドイツ連邦の中で最も小さな諸邦の1つであった。ヘッセン＝ホンブルクは、連邦議会の内閣ではヘッセン大公国が代表となったが、本会議には独自の議席を持っていた。方伯領は1835年にドイツ関税同盟に加盟した。
1833年、ホンブルクに浴場が開設され、方伯に予想外の富と注目をもたらした。すぐにカジノと賭博場が開かれ、方伯領の経済の急成長にも大きく貢献した。議会は賭博を終わらせるためにいくつかの法的な提案を行ったが、ヘッセン＝ホンブルクがプロイセンの手に渡るまで、すべての試みは失敗に終わった。
1866年3月24日、ヘッセン＝ホンブルクはヘッセン大公に継承され、マイゼンハイムはプロイセンのものとなった。同年9月20日、これらの領土はヘッセン＝ダルムシュタットから再び奪取され、かつての方伯領はヘッセン選帝侯領、ナッサウ公国、そしてフランクフルト自由都市へと統合され、プロイセンのヘッセン＝ナッサウ州が形成された。
今日では、ドイツのヘッセン州の一部となっている。

### 政府と行政
ヘッセン＝ホンブルクで最も重要な行政機関は枢密院（Geheimrat）であり、その成員は方伯により任命された。1818年2月18日、フリードリヒ5世は方伯領政府を設立し、これまで独立していたすべての機関（教会会議、商工会議所、林業団体、医療機関、および裁判所) を中央に統合し、3つの機関に分割した。ヘッセン＝ホンブルクは1848年革命がきっかけとなり、1850年に初めて憲法を採択した。